# The One (álbum de Elton John)
The One é o vigésimo terceiro álbum de estúdio do cantor e compositor britânico Elton John, lançado em 1992. 
Foi gravado no estúdio Guillame Mandar em Paris, tendo sido produzido por Chris Thomas e administrado por John Reid. Foi dedicada a Vance Buck.
The One passou três semanas consecutivas em n.º 2, sem nunca chegar a n.º 1 no Reino Unido, posto ocupado pela coletânea Back To Front, de Lionel Richie.
Olle Romo colaborou com John e Taupin em uma canção, "Runaway Train (presente na trilha sonora do filme Lethal Weapon 3)", em que Eric Clapton canta um dueto com John. David Gilmour faz uma aparição tocando guitarra em "Understanding Women". O ex-baterista de Elton John, Nigel Olsson, a cantora Kiki Dee e o guitarrista Davey Johnstone fizeram o backing vocal em duas músicas.
A capa do álbum foi desenhada por Gianni Versace.

## Presença em Trilhas Sonoras (Brasil)
No Brasil, a canção "The One" ficou conhecida por fazer parte da trilha sonora internacional da telenovela da Rede Globo, De Corpo e Alma, de Gloria Perez, em 1992, como tema da personagem Antonia, interpretada por Betty Faria. No ano seguinte, 1993, foi a vez da canção "Simple Life", que abre o álbum, fazer parte da trilha sonora internacional do remake de Mulheres de Areia.

## Faixas
Todas as faixas compostas por Elton John e Bernie Taupin, exceto Runaway Train, coescrita por Olle Romo.
1. "Simple Life" – 6:25
2. "The One" – 5:53
3. "Sweat it Out" – 6:38
4. "Runaway Train" (John/Taupin/Romo) – 5:23 (Dueto com Eric Clapton)
5. "Whitewash County" – 5:30
6. "The North" – 5:15
7. "When a Woman Doesn't Want You" – 4:56
8. "Emily" – 4:58
9. "On Dark Street" – 4:43
10. "Understanding Women" – 5:03
11. "The Last Song" – 3:21

- Faixas bónus (1999 remasterizado)

1. "Suit of Wolves" – 5:37
2. "Fat Boys and Ugly Girls" – 4:13

1. ↑  Xavier, Nilson. «De Corpo e Alma». Teledramaturgia. Consultado em 30 de julho de 2020
2. ↑  Xavier, Nilson. «Mulheres de Areia (1993)». Teledramaturgia. Consultado em 20 de julho de 2021
3. ↑  «The One - Elton John | Songs, Reviews, Credits | AllMusic». AllMusic. Consultado em 18 de outubro de 2016